# ART Grand Prix
ART Grand Prix é uma equipe de automobilismo francesa que participa atualmente dos Campeonatos de Fórmula 2 e Fórmula 3 da FIA. Em 2012, a equipe competiu na GP2 Series e GP3 Series como Lotus GP para refletir o patrocínio da fabricante britânica de carros esportivos e de corrida Lotus. A equipe competiu como Lotus ART em 2011.

## História
A ART Grand Prix foi criado em 2005 como um projeto colaborativo entre Frédéric Vasseur, diretor da ASM Formule 3, e Nicolas Todt, filho do então chefe da equipe da Ferrari e, posteriormente, presidente da Federação Internacional de Automobilismo (FIA), Jean Todt. Vasseur queria expandir sua equipe vencedora do campeonato de Fórmula 3 para a recém-criada GP2 Series, enquanto Nicolas Todt havia manifestado interesse em gerenciamento de equipe. Ele se envolveu com o automobilismo como gerente de pilotos e se destacou por representar Felipe Massa. Todt assumiu os interesses comerciais e promocionais da nova equipe, enquanto Vasseur gerenciava o dia a dia da operação. A ART é baseado nas oficinas da ASM em Villeneuve-la-Guyard no departamento de Yonne, França. Todt vendeu suas ações em dezembro de 2018.
Na temporada inaugural da GP2 Series a equipe teve como pilotos Nico Rosberg e Alexandre Prémat que terminaram como primeiro e quarto lugar respectivamente da temporada, conseguindo um total de sete vitórias para a equipe.
Na temporada 2006 contaram com Lewis Hamilton e Prémat novamente na equipe. Conquistou o bicampeonato, com o título de Hamilton.
Para a temporada 2007 a equipe contrata o alemão Michael Ammermüller e o brasileiro Lucas Di Grassi.

## Títulos
Campeonatos de equipes
- Campeonato Francês de Fórmula 3: 1998 e 2002
- Fórmula 3 Euro Series: 2005, 2006, 2007, 2008 e 2009
- GP2 Series: 2005, 2006, 2009 e 2015
- GP2 Asia Series: 2008
- GP3 Series: 2010, 2011, 2012, 2013, 2015, 2016, 2017 e 2018
- Campeonato de Fórmula 2 da FIA: 2023

Campeonatos de pilotos
- Campeonato Francês de Fórmula 3 1998 (David Saelens) e 2002 (Tristan Gommendy)
- Campeonato Francesa de Fórmula Renault 2.0: 2002 (Alexandre Prémat)
- Formula 3 Euro Series: 2004 (Jamie Green), 2005 (Lewis Hamilton), 2006 (Paul di Resta, 2007 (Romain Grosjean), 2008 (Nico Hülkenberg) e 2009 (Jules Bianchi)
- GP2 Series: 2005 (Nico Rosberg), 2006 (Lewis Hamilton), 2009 (Nico Hülkenberg) e 2015 (Stoffel Vandoorne)
- GP2 Asia Series: 2008: (Romain Grosjean)
- GP3 Series: 2010 (Esteban Gutiérrez), 2011 (Valtteri Bottas), 2015 (Esteban Ocon), 2016 (Charles Leclerc) e 2017 (George Russell)
- Campeonato de Fórmula 2 da FIA: 2018 (George Russell), 2019 (Nyck de Vries) e 2023 (Théo Pourchaire)
- Campeonato de Fórmula 3 da FIA: 2022 (Victor Martins)